# ثمنا للشمس
ثمناً للشمس هو كتاب وسيرة ذاتية للكاتبة الفلسطينية عائشة عودة نشر عام 2012، عن مؤسسة مواطن في رام الله، يقع في 297 صفحة. يتناول الكتاب تجربة الكاتبة كمناضلة فلسطينية اعتُقلت على يد الاحتلال الإسرائيلي وتسرد فيه تفاصيل الحياة داخل السجن وكيفية الانتصار على الزمن والجلاد بإبداع أساليب للحياة في وجه أساليب إدارة السجن. كيف انتصرت المرأة داخل السجن وواجهت التعذيب الجسدي والنفسي الذي تعرضت له الأسيرات الفلسطينيات وصمودهم داخل المعتقلات.

## عن الكتاب
يركّز الكتاب على تحليل عملية القراءة والكتابة من منظور يتجاوز المدخلات التقليدية، مقدمًا رؤية تعتمد على التفاعل الفعّال بين القارئ والنص. يشير إلى أن القراءة ليست مجرد عملية تلقٍ، بل هي مشاركة نشطة من القارئ، حيث يتم التفاعل مع النص من خلال أدوات القراءة وأسئلتها التي تساعد على استنباط المعاني العميقة واستكشاف الطبقات المختلفة للنص.
يتناول الكتاب أيضًا دور التفاصيل الصغيرة في بناء الصورة الكلية للبطولة والحياة، إذ يرى أن الحياة لا تنتهي ببطولة عظيمة، بل تتألف من تفاصيل صغيرة تشكّل مجمل التجربة الإنسانية. كما يؤكد على أن القراءة تمنح القارئ أدوات تحليلية لفهم تحولات الزمن بين الماضي والحاضر والمستقبل، مما يساعده على استيعاب التجارب الشخصية والجمعية على حد سواء.
يمثل الكتاب تجربة فلسطينية تستند إلى النضال والتاريخ والذاكرة الجماعية، حيث تنعكس لحظات حاسمة من النضال الفلسطيني على المستويات الفردية والجماعية. إنه يبرز كيف تسهم الكتابة في تحرير الذاكرة من النسيان، ويجعلها جزءًا من مسيرة الكفاح الفلسطيني، جامعًا بين التجربة الفردية والأفق الجماعي.
في المجمل، يعكس "ثمنًا للشمس" رؤية عميقة حول العلاقة بين القارئ والنص، ويوضح كيف يمكن للقراءة أن تكون فعلًا مقاومًا يساعد في إعادة تشكيل الوعي بالذات والتاريخ والمستقبل.

## تحليل عنوان "ثمنًا للشمس"
ينطلق الكتاب من عنوانه "ثمنًا للشمس"، ليؤكد أن كل قرار وكل تجربة تحمل ثمنًا يُدفع، سواء على مستوى الفرد أو الجماعة. فالتجارب الكبرى مثل النضال والحرية تتطلب اختيارات مصيرية، حيث يصبح القرار نفسه نتيجةً لتجارب سابقة ويمهد لتجارب لاحقة.

## مفهوم التجربة كإعادة إنتاج ومسار متجدد
يرى الكتاب أن التجربة ليست مجرد حدث ينتهي، بل هي عملية مستمرة يعاد إنتاجها وتشكيلها عبر الكتابة. فكما أن الذاكرة تُفتح لاستقبال التجارب، فإن الكتابة بدورها تعيد إنتاجها، مما يعني أن التجربة لا تنتهي أبدًا بل تستمر عبر السرد والتأمل. هذا يفتح التساؤل حول العلاقة بين الأصل والنسخة في الكتابة، إذ هل يمكن للكتابة أن تحتفظ بجوهر التجربة؟ أم أنها دائمًا ما تعيد تشكيلها في سياقات مختلفة؟

#### التجربة بين الفرد والجماعة
يربط الكتاب بين التجربة الفردية والتجربة الجماعية، حيث لا تنفصل خيارات الفرد عن قرارات الجماعة. فالمناضل الذي يختار السجن أو المواجهة إنما يتخذ قراره في سياق رؤية وطنية أوسع. وهنا يصبح الاختيار ذاته فعل مقاومة، والشمس التي تُدفع أثمانها ليست فقط شمس الحرية الخارجية، بل أيضًا شمس الذات الداخلية التي تضيء عبر هذه التضحيات.

#### الكتابة كفعل مقاومة وذاكرة مستمرة
تظهر الكتابة كوسيلة للحفاظ على الذاكرة وضمان استمرار التجربة، حيث لا يمكن إنهاء التجربة بإغلاق نصٍّ أو كتاب، بل تبقى التجربة قائمة ما دامت تُكتب وتُعاد قراءتها. إن فعل الكتابة بحد ذاته هو شكل من أشكال المقاومة، وهو ما يجعل الذاكرة حيةً ودائمة الحضور في النضال الفلسطيني.

#### السؤال الفلسفي: أيهما يسبق الآخر؟
يتطرق الكتاب إلى سؤال فلسفي حول العلاقة بين الحدث والتجربة والكتابة: هل التجربة تسبق الحدث أم أن الحدث هو الذي يصنع التجربة؟ هل الكتابة هي التي تخلق التجربة أم أنها توثق ما حدث بالفعل؟ هل يمكن للحدث أن يوجد دون وعي مسبق به، أم أن الوعي بالحدث هو الذي يجعله تجربة تُكتب وتُعاد صياغتها؟

#### ثمن التجربة وثمن الحرية
في النهاية، يضع الكتاب التجربة في سياق أوسع حيث كل شيء له ثمن: ثمن النضال، ثمن الكتابة، ثمن الحرية، وحتى ثمن الذاكرة نفسها. فالأمل والمعاناة والمقاومة كلها تدور في دائرة واحدة، حيث تصبح الكتابة وسيلة للحفاظ على التجربة وإعادة تشكيلها باستمرار، مما يضمن أنها لن تموت ما دامت تُروى وتُعاد قراءتها.

## الجوائز
- نال الكتاب جائزة مؤسسة ابن رشد للفكر الحر عام 2015 عن فئة أدب السجون.[1]